# Jan Lambrecht Domien Sleeckx

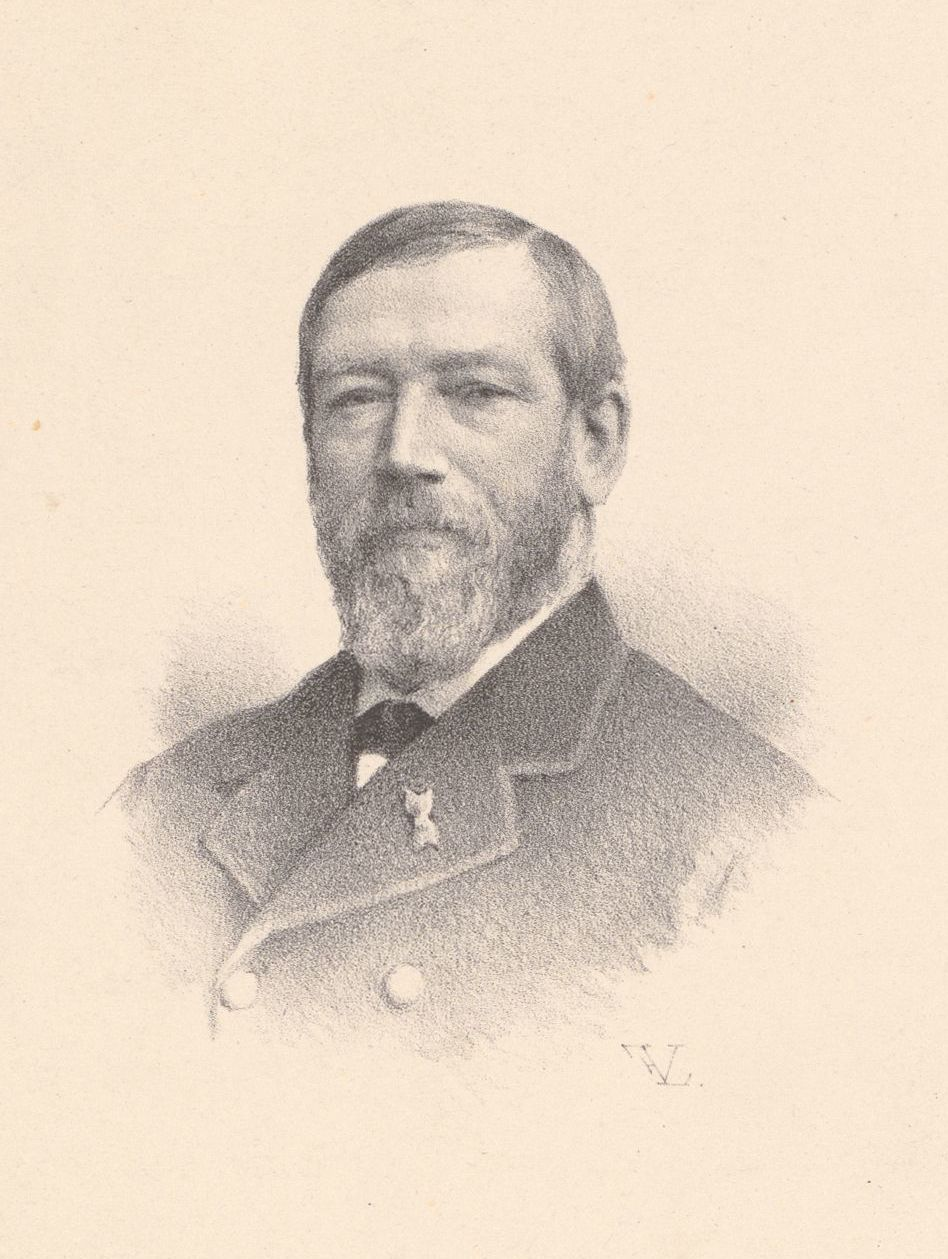
Jan Lambrecht Domien Sleeckx.

Jan Lambrecht Domien Sleeckx, född 2 februari 1818 i Antwerpen, död 13 oktober 1891 i Liège, var en flamländsk författare.
Sleeckx utvecklade en mycket omfattande författarverksamhet på olika områden. Ett av hans skådespel, Meester en Knecht, gav honom akademiens hederspris. I In't Schipperskwartier återger han det måleriska livet i Antwerpens hamn. Hela hans författarverksamhet genomsyras av en mycket medveten strävan efter att främja det flamländska språket och den flamländska saken. Han levererade dock även bidrag till franska tidskrifter.